# Замок Кілкреа
Замок Кілкреа (англ. Kilcrea Castle, ірл. Caisleán Chill Chré) — замок Хілл Хре, замок Холодної Бронзи — один із замків Ірландії, розташований у графстві Корк, біля селища Кілкреа Фраєрі, що біля селища Овенс. Замок є зруйнованою вежею XV століття, що заросла деревами та плющем.
На відміну від сусіднього монастиря, що належить Службі охорони національний пам'яток Ірландії, замок Кілкреа розташований на приватних землях і належить разом з навколишньою землею місцевим фермерам, тому практично ніяк не захищений від подальшого руйнування, хоча офіційно він називається «Спорудою під охороною» в юрисдикції міста Корк.

## Історія
Замок Кілкреа був побудований в 1465 році ірландським ватажком Кормаком Лайдіром Мором (Великим) — вождем клану Мак Карті, володарем замків Бларні та Каррігнамук Тауер-Хаус. Замок розташований у болотистій місцевості, на місці старовинної кельтської фортеці — так званої «круглої фортеці», що була побудована ще за часи Бронзової доби. Замок був побудований біля річки Брайд-Рівер. Замок був п'ятиповерховою вежею, що була побудована біля старовинного монастиря. Крім п'ятиповерхової вежі була ще триповерхова вежа на південно-східній стороні основної вежі. Документ, що датується 1840 роком повідомляє, що замок складався з двох квадратних веж. Проте друга вежа не збереглася. У середині ХІХ століття була прокладена стежка від річки до замку.

## Галерея

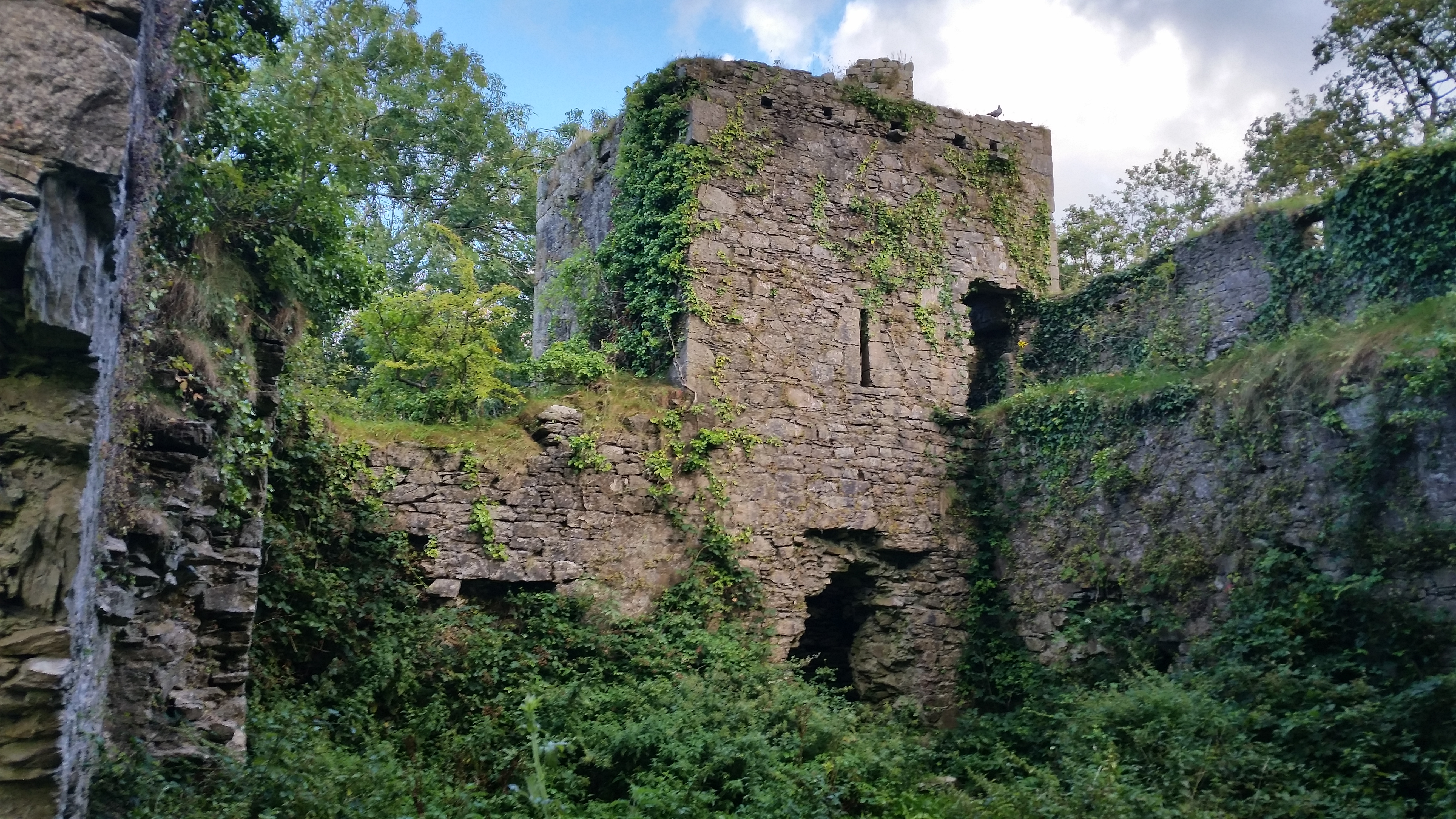
Замок Кілкреа. Замкове подвір'я.
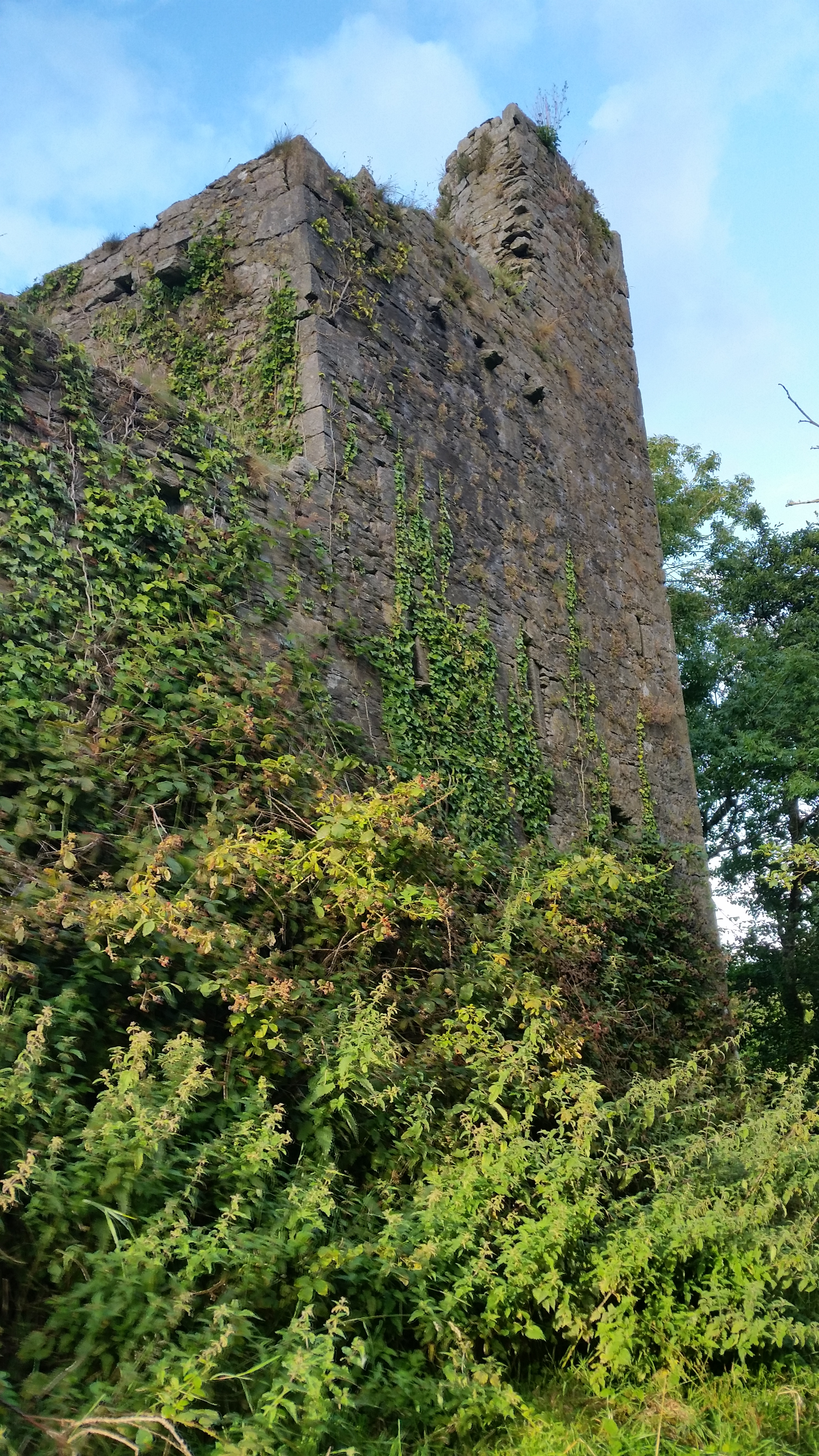
Замок Кілкреа. Південна вежа.
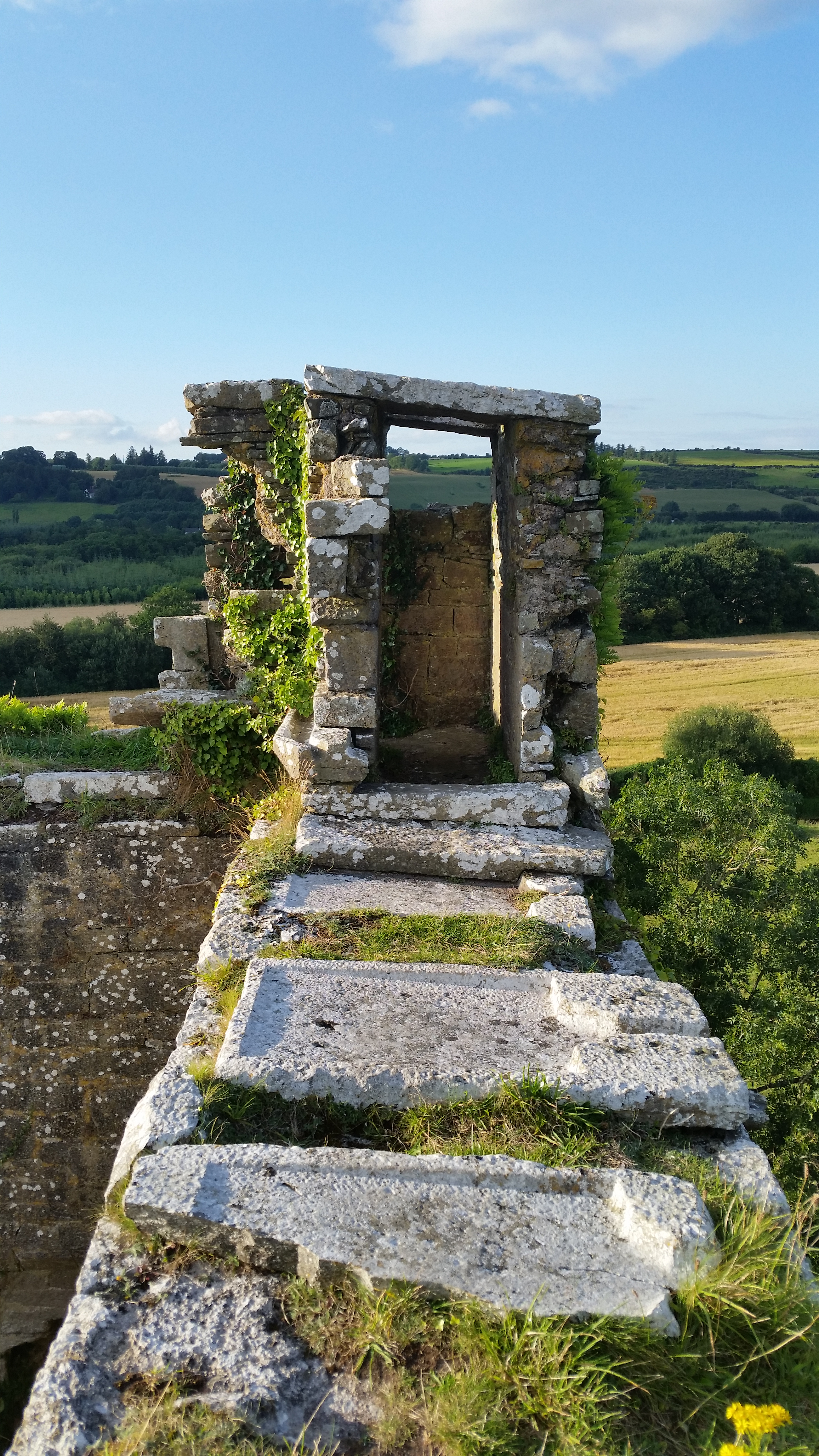
Замок Кілкреа. Замкові мури.